# Casa Callori-Valdameri
La casa Callori-Valdameri è una dimora storica di Crema.

## Storia
Nel 1608 risiedeva in loco Camillo Marazzi, come si evince dallo Stato d’anime di quell'anno; il successivo documento noto è del 1651 allorché Mario Marazzi presentava istanza per aprire un balcone affacciato sull'attuale Via Carrera; lo stesso Mario nel 1661 vendeva l’edificio per 8.500 lire a Bartolamio Moscheni (atto rogato dal notaio Nicolò Patrini). Il Moscheni nel 1667 acquistava una confinante stalla ampliando così la proprietà.
L'ulteriore passaggio di proprietà risale al 1736 con la vendita della dimora da parte di Batta Moscheni al conte Alessandro Zò, il quale, l'anno successivo, otteneva di modificare la facciata per aprirvi dei poggioli alla moderna, sostanzialmente delle porte-finestre con ringhiera affacciate sulla via.
L'ultima Zò a risiedervi fu la contessa Antonia, ivi morta nel 1809; dopo altri passaggi di proprietà di breve durata il palazzo fu acquistato dall'avvocato Luigi Griffini che operò una sostanziale modifica allo stabile conferendogli l'aspetto attuale.

## Persone legate al palazzo

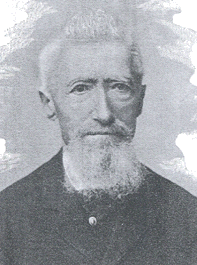
Il senatore Luigi Griffini.

- Alessandro Zò nel 1726 fu creato conte e cavaliere da papa Benedetto XIII[5].
- Ottaviano Zò (figlio di Alessandro) fu decorato dal medesimo pontefice cavaliere dell'Ordine dello Speron d'oro e il Senato di Venezia confermò alla famiglia il titolo di conte in virtù dei servigi concessi alla milizia[5].
- Luigi Griffini, avvocato, politico di ispirazione liberale[6], partecipò ai moti di Crema del 1848 e nel 1859 fu tra i firmatari dell’indirizzo presentato ai cremaschi a re Vittorio Emanuele II[6]. Fu sindaco di Madignano per 12 anni (dove vi aveva possedimenti)[7], cavaliere del Regno[8],  senatore del Regno d'Italia nella XIV legislatura.

### Caratteristiche
L’aspetto attuale deriva dagli interventi attuati per volontà del senatore Griffini; un rilievo del 1865 precedente all'avvio dei lavori presenta una lunga fronte priva di finestre al piano terra e una serie di sette porte-finestre con ringhiera in ferro battuto al piano nobile, quelle volute dal conte Zò nel 1737.
Il progetto ottocentesco mirò ad abbattere la porzione centrale trasformando, in pratica, l’edificio a forma di “U” ricavando un cortile interno; venne mantenuta sotto il cortile la cantina e lungo la via pubblica il muro alto un piano e il portale centrale; quello attuale con arco in cotto sostituisce quello originario in stile rococò perduto in epoca ignota.
Ulteriori interventi vennero attuati nel 1968 con l'aggiunta di due balconi sulle due ali allargate.